# Tunnel del Gubrist
Il Tunnel Gubrist è un tunnel autostradale in Svizzera. Il tunnel si trova a nord-ovest della città di Zurigo e fa parte dell'autostrada A1, nel suo tratto ad anello settentrionale intorno a Zurigo. Il tunnel è stato completato nel 1985 ed è 3,273 metri di lunghezza.

## Storia
Il tunnel prende il nome dalla collina di Gubrist, che si trova nelle vicinanze. Nel 1990 63.000 auto/giorno hanno utilizzato questo tunnel; nel 2014 il numero è salito a 106.000, ma entro il 2025 questo numero è stimato a 125.000.  Nel 2012 il tunnel Gubrist è stato valutato come "sufficiente" in un test di sicurezza in galleria condotto dal Touring Club Suisse ed è stato il secondo peggior tunnel del test.
Il 12 settembre 2007 il governo svizzero ha votato per l'ampliamento del tunnel. Una terza canna parallela, inaugurata il 15 aprile 2023, ha portato il numero delle corsie da 4 a 7 (2 + 2 in direzione San Gallo e 3 in direzione Berna). Questo ampliamento ha fatto parte del piano di rinnovamento "A1 Nordumfahrung", che ha coperto l'ingresso ovest, il tunnel Gubrist stesso e altri 10 km di autostrada a ovest del tunnel. Il progetto ha ampliato l'autostrada in prossimità del tunnel dalle 4 corsie originali (2 per direzione) a 6 corsie (3 per direzione); sono stati inoltre ammodernati i principali svincoli immediatamente a est (svincolo Weiningen) e ad ovest (svincolo Affoltern) del tunnel. I lavori sono iniziati nel 2014 ed il progetto è costato in totale 1,55 miliardi di franchi svizzeri.